# دورهمی بازیگران جوان
دورهمی بازیگران جوان (انگلیسی: Young Actors' Retreat; کره‌ای: 청춘MT) یک برنامه سرگرمی کره جنوبی سال ۲۰۲۲ برنامه‌ریزی شده توسط کیم سونگ یون با حضور بازیگران مجموعه‌های تلویزیونی کارگردانی شده توسط کیم، عشق در مهتاب (۲۰۱۶)، کلاس ایته‌‌وون (۲۰۲۰) و صدای جادو (۲۰۲۲) است. این برنامه از ۹ سپتامبر تا ۲۱ اکتبر ۲۰۲۲ در تیوینگ منتشر شد.

## بازیگران
| تیم عشق در مهتاب                                                       | تیم کلاس ایته‌‌وون                                                   | تیم صدای جادو                                                         |
| ---------------------------------------------------------------------- | ------------------------------------------------------------------ | --------------------------------------------------------------------- |
| - پارک بوگوم - کیم یو جونگ - جونگ جین یونگ - کواک دونگ یون - چه سو بین | - پارک سو جون - آن بو هیون - کوان نارا - ریو کیونگ سو - لی جو یونگ | - جی چانگ ووک - چوی سونگ اون - هوانگ این یوپ - جی هه وون - کیم بو یون |